# (4913) Wangxuan
(4913) Wangxuan es un asteroide perteneciente al cinturón de asteroides, descubierto el 20 de septiembre de 1965 por el equipo del Observatorio de la Montaña Púrpura desde el Observatorio de la Montaña Púrpura, Nankín (China).

## Designación y nombre
Designado provisionalmente como 1965 SO. Fue nombrado Wangxuan en honor al científico chino Wang Xuan que se especializó en ciencias informáticas.

## Características orbitales
Wangxuan está situado a una distancia media del Sol de 2,441 ua, pudiendo alejarse hasta 2,906 ua y acercarse hasta 1,977 ua. Su excentricidad es 0,190 y la inclinación orbital 3,047 grados. Emplea 1393 días en completar una órbita alrededor del Sol.

## Características físicas
La magnitud absoluta de Wangxuan es 13,2. Tiene 6,004 km de diámetro y su albedo se estima en 0,384.